# طراحی حسی
طراحی حسی (به انگلیسی: Sensory Design) هدف آن ایجاد یک تشخیص کلی از ادراکات حسی یک محصول، و تعریف ابزار مناسب برای طراحی یا بازطراحی آن بر اساس آن است. این شامل مشاهده موقعیت‌های متنوع و متفاوتی است که در آن یک محصول یا شیء معین استفاده می‌شود تا نظر کلی کاربران دربارۀ محصول، جنبه‌های مثبت و منفی آن از نظر لمس، ظاهر، صدا و غیره اندازه‌گیری شود.
هدف ارزیابی حسی، کمی کردن و توصیف، به شیوه‌ای سیستماتیک، تمام ادراکات انسان در مواجهه با یک محصول یا شیء است. برخلاف تجزیه و تحلیل آزمایشگاهی سنتی، تجزیه و تحلیل حسی یک محصول یا توسط گروهی از آزمایش‌کنندگان آموزش‌دیده انجام می‌شود یا توسط تجهیزات آزمایشی تخصصی که برای تقلید از درک انسان طراحی شده‌اند.
نتیجه به محققان اجازه می‌دهد فهرستی از مشخصات را تهیه کنند و یک نیاز دقیق و کمی را تعیین کنند. این موارد با معیارهای مختلفی برای مواد و اشیاء اعمال می‌شود:
- لمس، بافت، انطباق، اصطکاک.
- رنگ بینایی، درخشندگی، شکل، الگو.
- صداها و حرکاتی که هنگام دست زدن به محصول ایجاد می‌شود.
- بویایی؛
- مزه؛
- دما و خواص حرارتی درک شده.

## استفاده در حمل‌ و‌ نقل
در حوزه حمل و نقل، تجزیه و تحلیل حسی گاهی اوقات به پیشرفت‌های جزئی در طراحی داخلی خودرو، سیستم اطلاعاتی یا محیط ایستگاه تبدیل می‌شود تا برخی از لبه‌های خشن‌تر تجربه سفر را هموار کند. برای مثال می‌توان از تجهیزات تخصصی تصفیه هوا برای طراحی بوی مطبوع‌تری در کوپۀ قطار استفاده کرد.

## استفاده در صنایع غذایی و آشامیدنی
طراحی حسی نقش مهمی در صنعت مدرن غذا و نوشیدنی ایفا می‌کند. صنعت غذا و نوشیدنی سعی در حفظ تجربیات حسی خاص دارد. علاوه بر بو و طعم، رنگ (مثلاً میوه‌های رسیده) و بافت غذا (مثلاً چیپس سیب‌زمینی) نیز مهم است. حتی محیط زیست نیز از این جهت مهم است که «رنگ بر اشتها و در اصل طعم غذا تأثیر می‌گذارد».
غذا یک تجربۀ چند حسی است که در آن هر پنج حواس (بینایی، لامسه، شنوایی، بویایی و چشایی) در کنار هم قرار می‌گیرند تا حافظه‌ای قوی ایجاد کنند.
در بازاریابی مواد غذایی، هدف بازاریابان این است که محصولات خود را به گونه‌ای طراحی کنند که آن غذاها و نوشیدنی‌ها حواس بیشتری را در مشتریان تحریک کنند.
در رستوران‌ها جنبه‌های حسی زیادی مانند طراحی داخلی (دید)، بافت صندلی‌ها و میزها (لمس)، موسیقی پس‌زمینه و سطح نویز (صدا)، باز بودن آشپزخانه و صحنۀ آشپزی (بو و دید) و… البته خود غذا (طعم)، همه با هم جمع می‌شوند پیش از اینکه مشتری تصمیم بگیرد که آیا این تجربه را دوست دارد و می‌خواهد دوباره از آن دیدار کند.

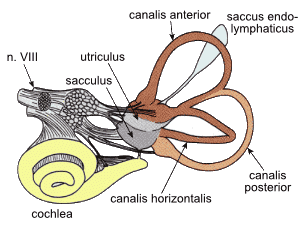
سیستم حس دهلیزی، «حس ششم»

در حالی که تجربیات چند حسی در گذشته تنها تحت چند مقوله قرار می‌گرفتند، در دوران مدرن، این طیف برای اذعان به اهمیت طراحی حسی گسترش یافته‌ است. قبلاً غذا صرفاً به عنوان یک تجربه برای طعم در نظر گرفته می‌شد. اکنون، همان‌ طور که ویژگی چند حسی غذا شناخته شده‌ است، بازاریابان محصولات غذایی و رستوران‌ها بیشتر بر ارائه خدماتی تمرکز می‌کنند که فراتر از حس چشایی است.
در تحقیقات اخیر، نقش حس دهلیزی، سیستمی که به احساس تعادل و فضا کمک می‌کند، در رابطه با غذا برجسته شده‌ است. تحقیقات نشان می‌دهد که اغلب به عنوان «حس ششم» شناخته می‌شود، حواس دهلیزی که از طریق وضعیت بدن افراد در هنگام غذا خوردن به نمایش گذاشته می‌شود، می‌تواند درک آن‌ها را از غذا شکل دهد. به‌ طور کلی، مردم تمایل دارند غذا را در حالت نشسته در مقایسه با حالت ایستاده، به عنوان غذایی با طعم بهتر ارزیابی کنند. پژوهش‌ها به این نتیجه رسیدند که درک غذا و سیستم دهلیزی در نتیجۀ سطوح مختلف استرس ناشی از وضعیت بدن است.

## استفاده در معماری
مشابه غذاهایی که قبلاً صرفاً به عنوان یک تجربه طعم در نظر گرفته می‌شد، معماری در گذشته فقط تحت تأثیر حس بینایی قرار می‌گرفت، به همین دلیل است که بسیاری از محصولات معماری به اشکال بصری عکس یا تلویزیون متکی بودند. در مقابل، معماری به یک تجربه چند حسی تبدیل شده‌ است که در آن افراد از سایت‌های معماری بازدید می‌کنند و جنبه‌های حسی مختلف مانند بافت ساختمان، صدای پس‌زمینه و رایحۀ محیط اطراف را احساس می‌کنند، و همینطور نمای کلی ساختمان در هماهنگی با طبیعت و منطقه.
همچنین در حوزۀ معماری نوعی طراحی به نام «معماری پاسخگو» وجود دارد که طرحی است که با مردم در تعامل است. اگر طراحی حسی به درستی اعمال شود، این نوع معماری می‌تواند سبک زندگی ساکنان را ارتقاء دهد. به عنوان مثال، اگر یک معماری پاسخگو به ساکنین با هدف ورزش بیشتر کمک می‌کند، طراحی حسی می‌تواند محرک‌های محیطی خود را به موقع در امتداد مسیر ساکنان ترتیب دهد، مانند فضایی که ممکن است برای تغذیه ساکنان از طریق حواسشان برای الهام‌بخشی و آموزش ورزش، در زمان مناسب و فقط به روش درست عمل کند. وقتی صحبت از تجربه معماری می‌شود، حواس بصری ما تنها نقش کوچکی را ایفا می‌کند. همچنین به همین دلیل است که وقتی معماران در حال طراحی هستند، به جای تجربۀ صرفاً «در لحظه» برای ساکنان، باید به تجربۀ «پس از لحظه» فکر کنند.

## فن‌آوری‌های طراحی حسی
در حالی که به‌ طور کلاسیک به ادراک متخصصان حسی آموزش دیده محدود می‌شود، پیشرفت در حسگرها و محاسبات باعث شده‌ است که اندازه‌گیری‌های کمی و عینی اطلاعات حسی به دست آید، کمی‌سازی شده و ارتباطی که منجر به بهبود ارتباطات طراحی، برگردانی از نمونۀ اولیه به تولید و تضمین کیفیت می‌شود. نواحی حسی که به‌طور عینی کمیت شده‌اند عبارتند از بینایی، لامسه و بویایی.

### بینایی
در بینایی هم نور و هم رنگ در طراحی حسی در نظر گرفته می‌شود. نورسنج‌های اولیه (به نام مترهای منقرض) برای اندازه‌گیری و تعیین میزان نور به چشم انسان متکی بودند. متعاقباً، نورسنج‌های آنالوگ و دیجیتال برای عکاسی رایج شدند. کار لارنس هربرت در دهه ۱۹۶۰ میلادی منجر به ترکیبی سیستماتیک از نور و نمونه‌های رنگی مورد نیاز برای تعیین کمیت رنگ‌ها توسط چشم انسان شد. این مبنایی برای سیستم تطبیق پنتون شد. ترکیب آن با نورسنج‌های تخصصی باعث شد تا رنگ سنج‌های دیجیتال اختراع و رایج شود.

### لامسه
لمس نقش مهمی در انواع محصولات دارد و به‌ طور فزآینده‌ای در طراحی محصول و تلاش‌های بازاریابی مورد توجه قرار می‌گیرد و منجر به رویکرد علمی‌تر به طراحی و بازاریابی لمسی شده‌ است. رشتۀ سوده‌شناسی کلاسیک تست‌های مختلفی را برای ارزیابی سطوح در حال تعامل در حرکت نسبی با تمرکز بر اندازه‌گیری اصطکاک، روانکاری و سایش ایجاد کرده‌ است. با این حال، این اندازه‌گیری‌ها با ادراک انسان همبستگی ندارند.
روش‌های جایگزین برای ارزیابی احساس مواد برای اولین بار از پژوهش آغاز شده در دانشگاه کیوتو رایج شد. سیستم ارزیابی کاواباتا شش اندازه‌گیری از احساس پارچه‌ها را توسعه داد. پروفایل‌های سین‌تاچ هاپتیکز تولید شده توسط سیستم اندازه‌گیری سین‌تاچ هاپتیکز توک‌کر که شامل یک حسگر لمسی بایومیمتیک برای تعیین کمیت ۱۵ ابعاد لمسی بر اساس تحقیقات روان‌فیزیکی انجام شده با بیش از ۳۰۰۰ ماده است.

### بویایی
اندازه‌گیری بوها همچنان دشوار است. تکنیک‌های مختلفی امتحان شده‌اند، اما «بیش‌تر معیارها دارای جزئی ذهنی هستند که آن‌ها را نابهنگام با روش‌شناسی مدرن در علوم رفتاری تجربی، نامشخص از نظر میزان تفاوت‌های فردی، غیرقابل استفاده برای انسان‌های پست و توانایی اثبات‌نشده برای تشخیص تفاوت‌های کوچک می‌سازد». روش‌های جدیدی برای اکتشاف رباتیک بویایی در حال ارائه است.

## کتابشناسی
- «طراحی حسی»، جوی مونیس مالنار و فرانک وودوارکا، (مینیاپولیس: انتشارات دانشگاه مینه‌سوتا، ۲۰۰۴ میلادی). شابک: ۰-۸۱۶۶-۳۹۵۹-۰
- «طراحی حسی تکنیک‌های مهندسی»، لوئیز بونامی، ژان-فرانسوا باسرو، رژین شاروه-پلو، ۲۰۰۹ میلادی. (به فرانسوی)
- «فرهنگ لغات حسی»، ژان-فرانسوا باسرو، رژین شاروه-پلو، پاریس، تک اند داک - ویرایش‌ها لاوازیه، ۵۴۴ ص.، ۲۰۱۱ میلادی. شابک: ۲-۷۴۳۰-۱۲۷۷-۳ (به فرانسوی)